# TLW世界女子タッグ王座
TLW世界女子タッグ王座（ティー・エル・ダブリューせかいじょしタッグおうざ）は、TLWが管理、認定していた王座。「TLW」は「Total Lethal Wrestling」の略。

## 歴史
2010年、サンフランシスコのTLWが創設。11月30日、エスオベーション主催興行「Joshi 4 Hope」新木場1stRING大会で行われた初代王座決定戦に勝利した米山香織&ヘイリー・ヘイトレッド組が初代王者になった。
2011年11月13日、JWP女子プロレス東京キネマ倶楽部大会で王者の米山&ヘイトレッド組、JWP認定タッグ王座とデイリースポーツ認定女子タッグ王座のタッグ二冠王者である倉垣翼&春山香代子組による王座統一戦が行われて勝利した米山&ヘイトレッド組がタッグ三冠王者になった。
2012年1月7日、米山&ヘイトレッド組がタッグ三冠王座を返上。
2013年5月5日、ヘイトレッドと雫あきの自主興行「Queen Bee」板橋グリーンホール大会で行われた第2代王座決定戦に勝利したヘイトレッド&雫組が第2代王者になった。

## 歴代王者
| 歴代  | タッグチーム                                                     | 防衛回数 | 獲得日付       | 獲得場所 （対戦相手・その他）                                |
| ----- | ---------------------------------------------------------------- | -------- | -------------- | ------------------------------------------------------------ |
| 初代  | クイーンズ・レボリューション （米山香織&ヘイリー・ヘイトレッド） | 1        | 2010年11月30日 | 新木場1stRING チェリーボム&セクシー・スター 2012年1月7日返上 |
| 第2代 | ヘイリー・ヘイトレッド&雫有希                                    | 0        | 2013年5月5日   | 板橋グリーンホール コマンド・ボリショイ&ラビット美兎         |